# Laufeia aenea
Laufeia aenea är en spindelart som beskrevs av Simon 1889. Laufeia aenea ingår i släktet Laufeia och familjen hoppspindlar. Inga underarter finns listade i Catalogue of Life.